# BT Asigurări
BT Asigurări a fost o companie de asigurare-reasigurare din Cluj-Napoca.
A fost fondată în anul 1994, sub numele SAR Transilvania.
Compania și-a schimbat numele în BT Asigurări în anul 2004 și a funcționat ca subsidiară a Băncii Transilvania.
În anul 2008 BT Asigurări a înregistrat prime brute subscrise de 85 milioane euro.
În decembrie 2007, grupul francez Groupama a cumpărat BT Asigurări de la Banca Transilvania și o serie de investitori persoane fizice, pentru suma de 100 milioane euro.
În vara anului 2009, BT Asigurări a fuzionat cu Asiban (o altă companie de asigurări cumpărată de Groupama), formând Groupama Asigurări.
În mai 2010, OTP Garancia (și aceasta deținută de Groupama) a fuzionat de asemenea prin absorbție cu Groupama Asigurări.